# 윌리엄 홀먼 헌트
윌리엄 홀먼 헌트 OM (1827년 4월 2일 – 1910년 9월 7일) 라파엘 전파를 창립한 영국의 화가이다. 그의 그림은 세밀한 묘사, 선명한 색감과 정교한 상징이 특징이다. 이러한 특징은 세계 그 자체를 시각 기호 체계로 읽어야 한다고 주장한 존 러스킨과 토마스 칼라일의 영향이다. 헌트에게 있어 기호와 사실간의 관련성을 밝히는 것은 예술가의 의무였다. 라파엘 전파의 전 구성원들 가운데 헌트만이 그의 예술인생을 통틀어 라파엘 전파의 예술 이론을 가장 진실하게 실천했다. 그는 항상 대중들의 관심과 자기 작품의 인지도를 늘리고자 열망했다.

## 갤러리

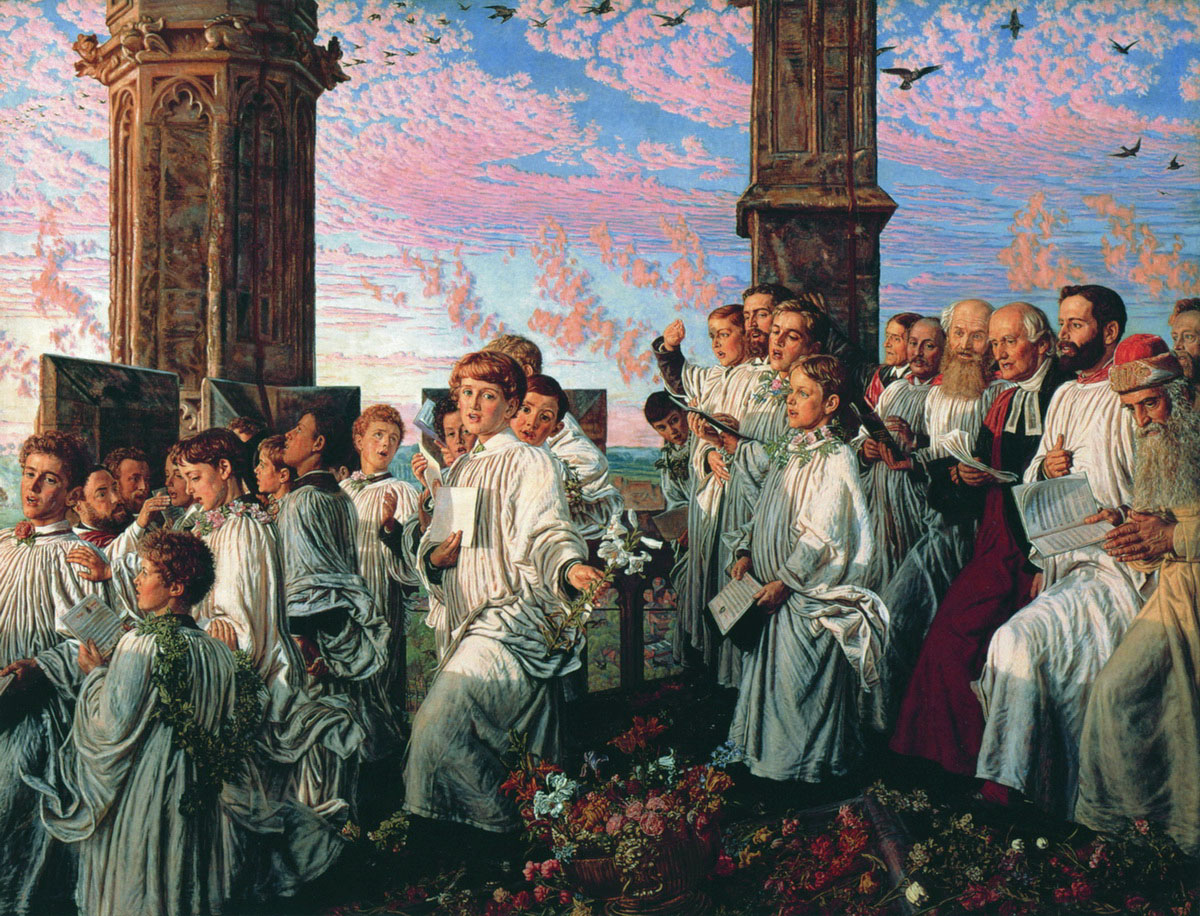
May Morning on Magdalen Tower (1890)
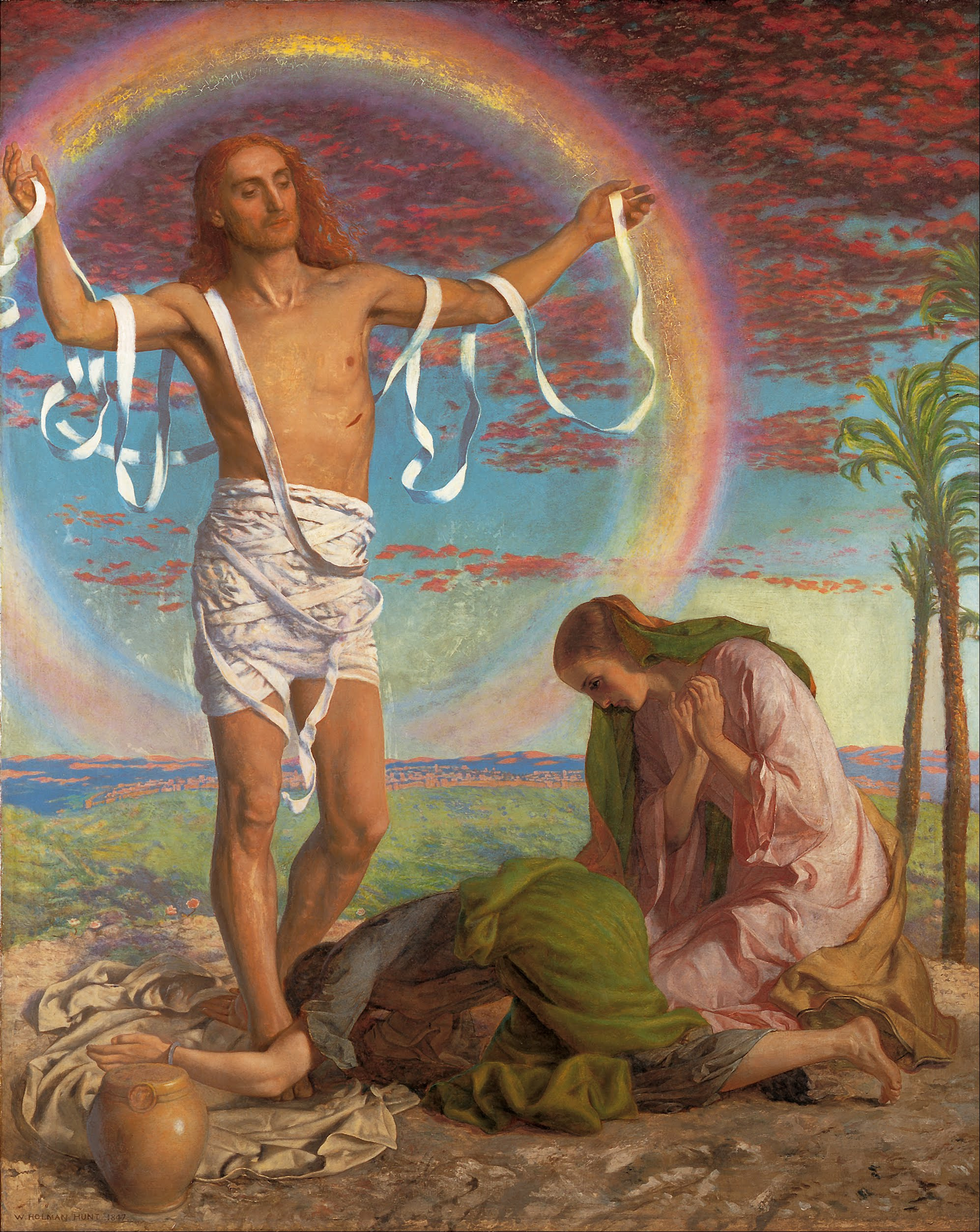
그리스도와 두 마리아(Christ and the two Marys) (1847년, 1897년)
고용된 양치기 (The Hireling Shepherd), 1851년
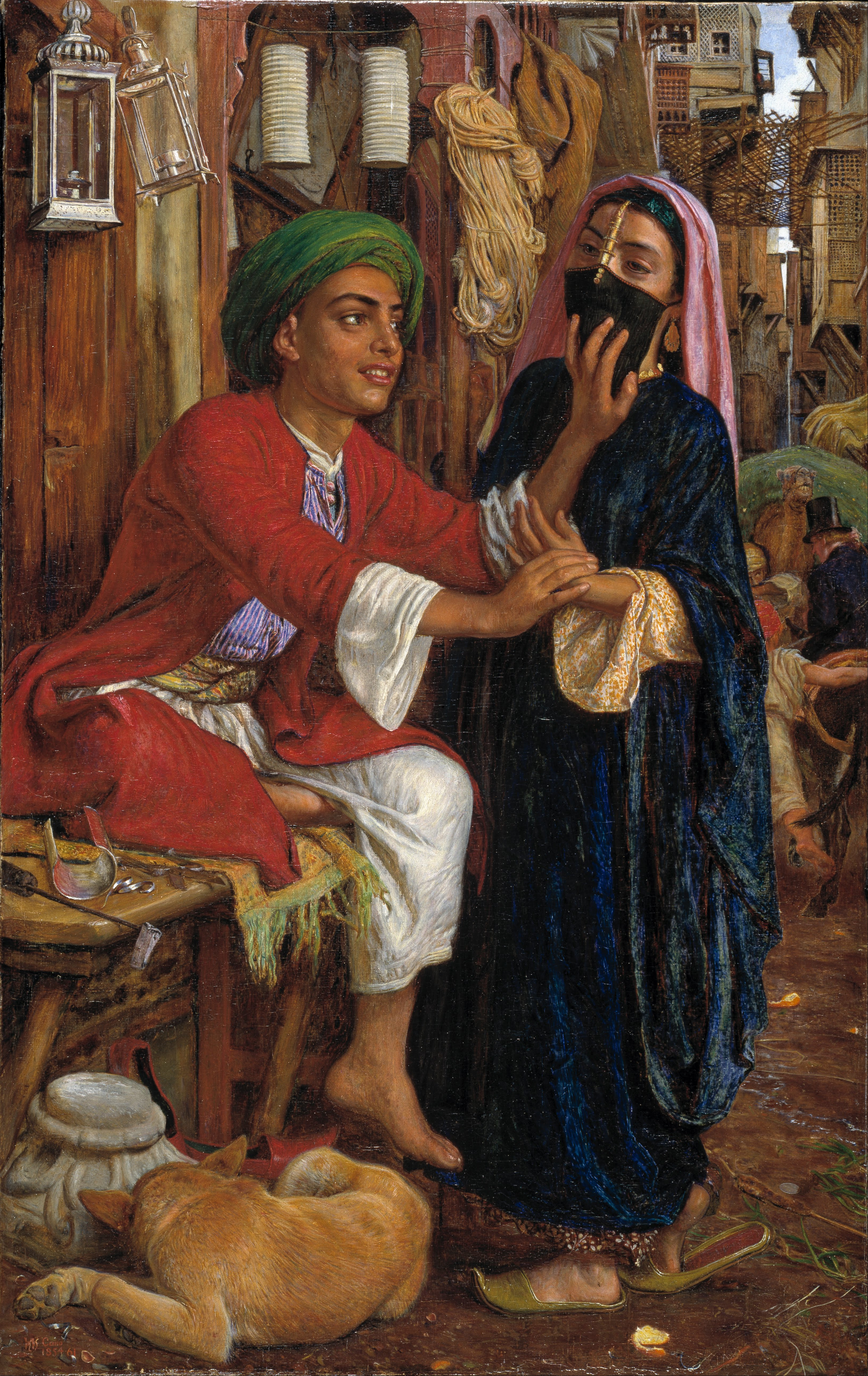
The Lantern Maker's Courtship, A Street Scene in Cairo (1854-56)
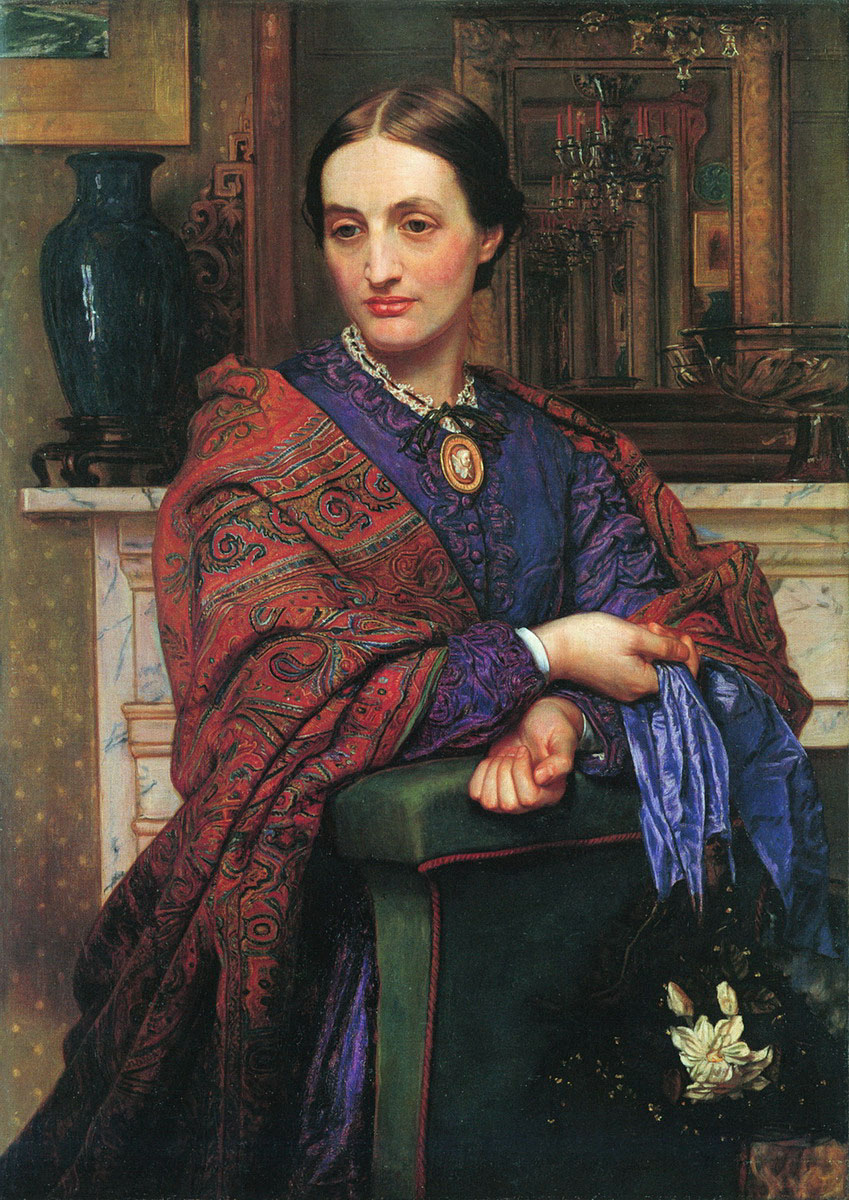
파니 홀먼 헌트의 초상화 (Portrait of Fanny Holman Hunt),(1866년 - 1867년)
이자벨라와 바실의 냄비 (Isabella and the Pot of Basil) (1868년)
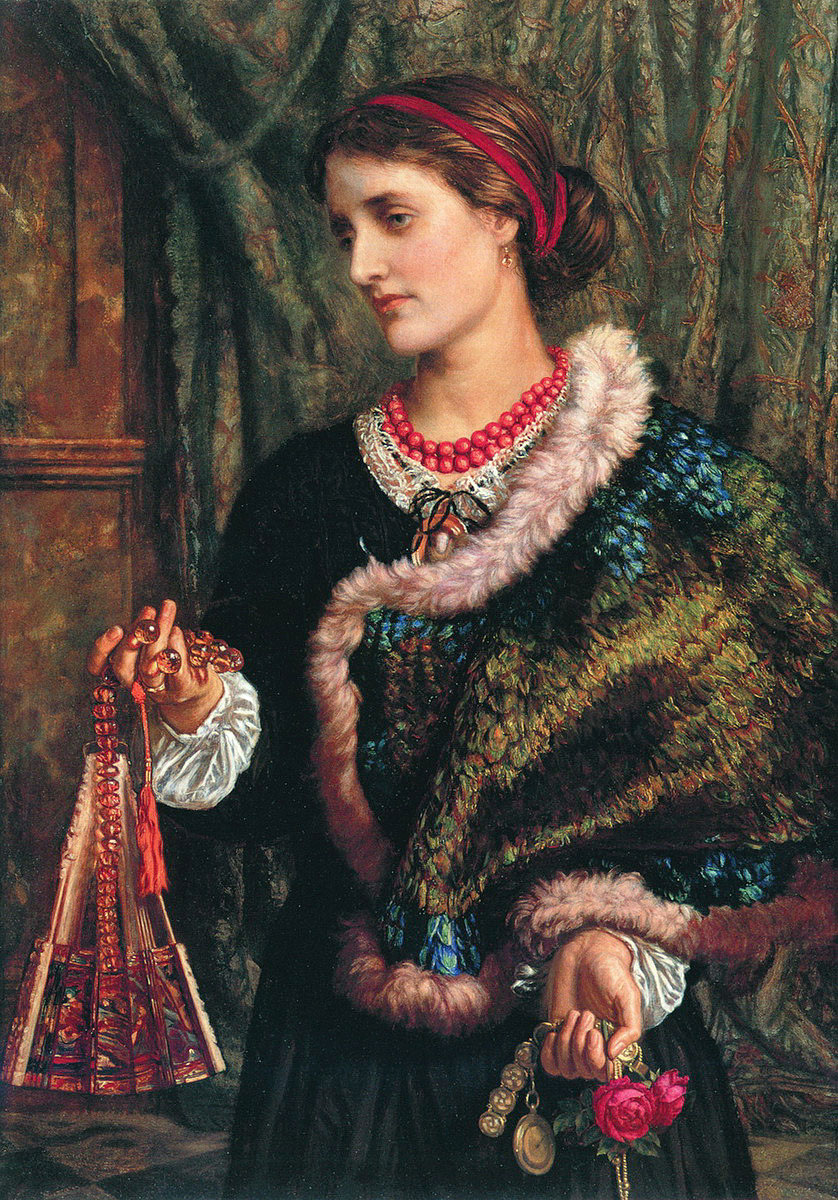
생일 (The Birthday) (1868년)
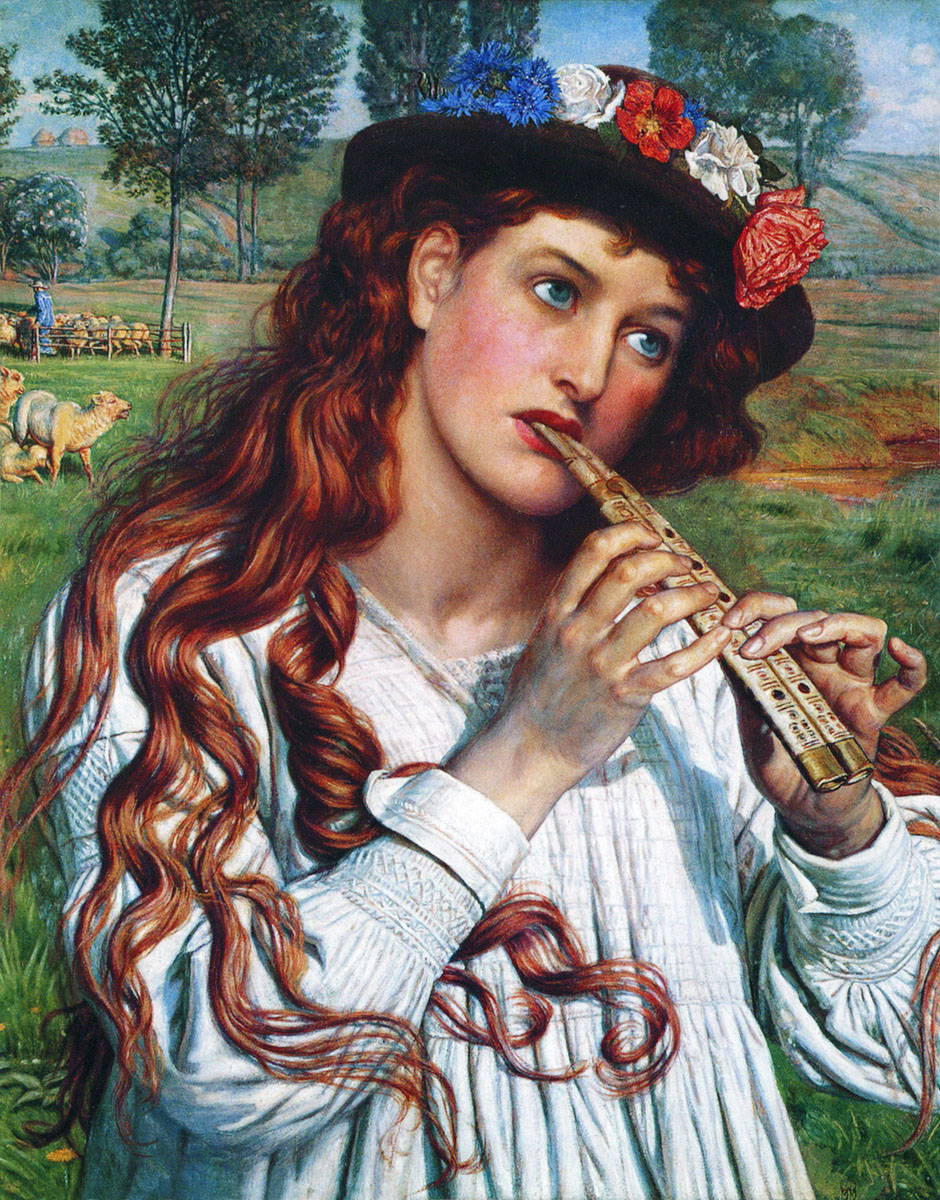
아마릴리스 (Amaryllis) (1884년)
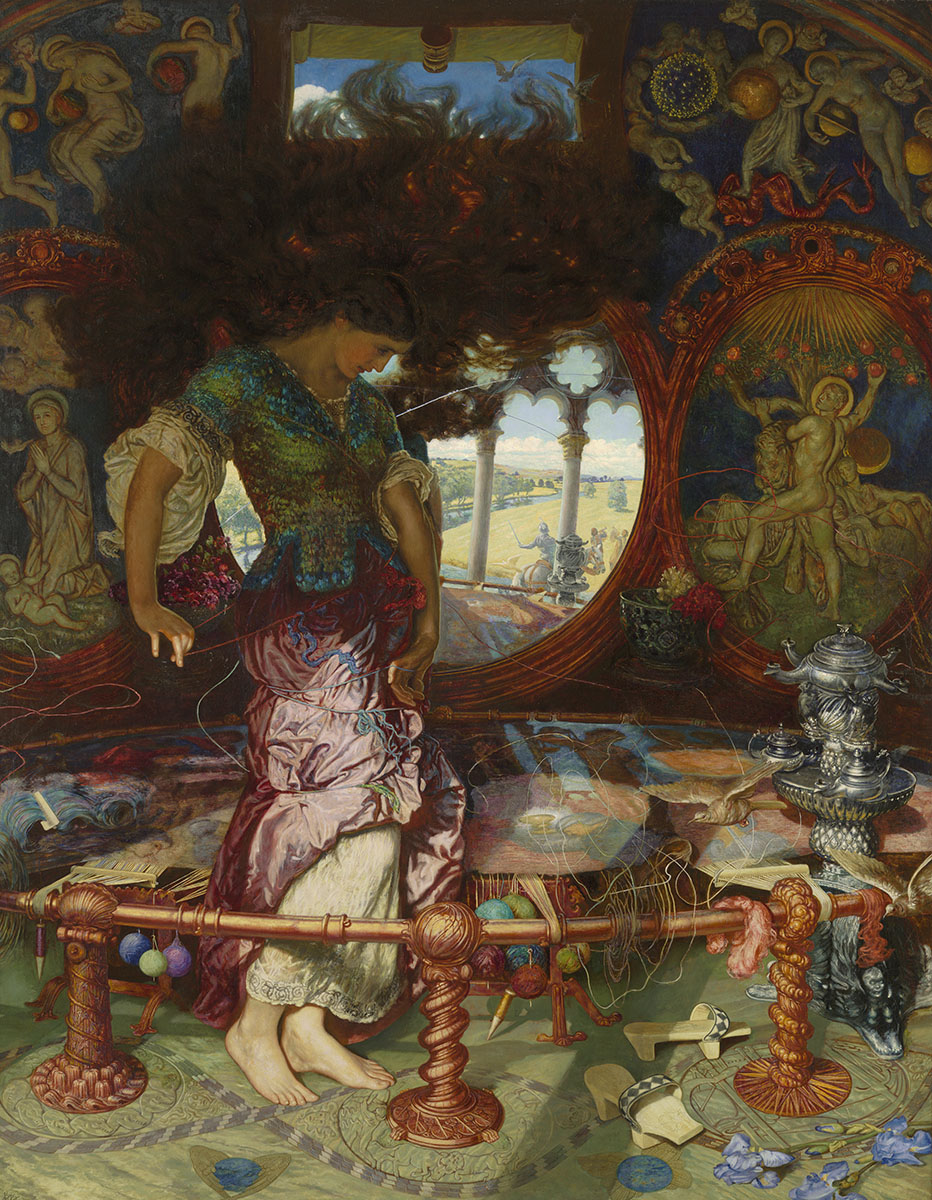
샬롯의 여인 (The Lady of Shalott) (1905년)

## 같이 보기
- 오리엔탈리즘

## 참고 자료
- Landow, George (1979). 《William Holman Hunt and Typological Symbolism》. Yale University Press. ISBN 0-300-02196-8.
- Maas, Jeremy (1984). 《Holman Hunt and the Light of the World》. Ashgate. ISBN 978-0-85967-683-0.
- Bronkhurst, Judith (2006). 《William Holman Hunt : A Catalogue Raisonné》. Yale University Press. ISBN 978-0-300-10235-2.
- Lochnan, Katharine (2008). 《Holman Hunt and the Pre-Raphaelite Vision》. Art Gallery of Toronto. ISBN 978-1-894243-57-5.